# Championnat d'Afrique du Nord de football 1951
Navigation
Édition précédente Édition suivante
La Ligue des champions de l'ULNA 1951 est la 25e édition du tournoi de la plus importante compétition nord-africaine des clubs et la 4e édition dans le format actuel de la Ligue des champions de l'ULNA.
Elle oppose 5 meilleurs clubs nord-africains qui se sont champions dans leurs championnats respectifs la dernière saison.
La finale se déroule au Stade Municipal, à Alger, en Algérie française le 17 juin 1951 où la GS Alger a battu le CS Hammam Lif sur le score de 2-1, remportant ainsi son 1er de son histoire.

## Résumé de la saison dernière
Chaque champion de sa ligue respectif est qualifié. Ce sont donc les champions de la saison 1950-1951 de leurs ligues qui sont qualifiés pour disputer la compétition qui a lieu en fin de saison.

## Ligue d'Alger
| Rang | Équipe                  | Pts | J  | G  | N  | P  | Bp | Bc | Diff |
| ---- | ----------------------- | --- | -- | -- | -- | -- | -- | -- | ---- |
| 1    | Gallia Sports d'Alger   | 53  | 22 | 11 | 9  | 2  | 39 | 20 | +19  |
| 2    | Olympique d'Hussein-Dey | 53  | 22 | 13 | 5  | 4  | 46 | 18 | +28  |
| 3    | AS Boufarik             | 51  | 22 | 9  | 11 | 2  | 36 | 31 | +5   |
| 4    | MC Alger                | 49  | 22 | 10 | 7  | 5  | 35 | 24 | +11  |
| 5    | FC Blida                | 48  | 22 | 11 | 4  | 7  | 41 | 34 | +7   |
| 6    | Stade Guyotville        | 45  | 22 | 7  | 9  | 6  | 40 | 31 | +9   |
| 7    | Red Star Algérois       | 43  | 22 | 7  | 7  | 8  | 32 | 29 | +3   |
| 8    | RU Alger                | 41  | 22 | 4  | 11 | 7  | 21 | 32 | -11  |
| 9    | USM Blida               | 41  | 22 | 5  | 9  | 8  | 24 | 31 | -7   |
| 10   | AS Saint-Eugène         | 38  | 22 | 3  | 10 | 9  | 25 | 33 | -8   |
| 11   | Olympique de Marengo    | 36  | 22 | 3  | 8  | 11 | 26 | 49 | -23  |
| 12   | US Ouest Mitidja        | 30  | 22 | 2  | 5  | 15 | 15 | 42 | -27  |

- Champion de Promotion Honneur

- Vice-champion de Promotion Honneur

- Relégué

Ces deux derniers clubs sont rétrogradés et remplacés par le Groupement Sportif Orléansville et Union sportive musulmane de Marengo

## Ligue d'Oran
- Championnat d'Oran
- le 20 mai 1951[1] :

| Rang | Équipe               | Pts | J  | G  | N | P  | Bp | Bc | Diff |
| ---- | -------------------- | --- | -- | -- | - | -- | -- | -- | ---- |
| 1    | GC Mascara P         | 54  | 22 | 14 | 4 | 4  | 47 | 26 | +21  |
| 2    | USM Oran T           | 51  | 22 | 13 | 3 | 6  | 45 | 25 | +20  |
| 3    | SC Bel-Abbès         | 51  | 22 | 12 | 5 | 5  | 44 | 30 | +14  |
| 4    | USM Bel-Abbès V      | 50  | 22 | 12 | 4 | 6  | 46 | 27 | +19  |
| 5    | CDJ Oran P           | 49  | 22 | 10 | 7 | 5  | 41 | 31 | +10  |
| 6    | GC Oran              | 43  | 22 | 8  | 5 | 9  | 37 | 35 | +2   |
| 7    | FC Oran              | 41  | 22 | 6  | 7 | 9  | 39 | 43 | -4   |
| 8    | SS Marsa             | 40  | 22 | 5  | 8 | 9  | 32 | 43 | -11  |
| 9    | AS Musulman          | 40  | 22 | 5  | 8 | 9  | 25 | 39 | -14  |
| 11   | USFA Tlemcen         | 39  | 22 | 6  | 5 | 11 | 26 | 42 | -16  |
| 10   | AS Marine d'Oran     | 37  | 22 | 5  | 5 | 12 | 23 | 40 | -17  |
| 12   | AS Police Oran-Lamur | 31  | 22 | 3  | 3 | 16 | 24 | 48 | -24  |

- Champion de Promotion Honneur

- Vice-champion de Promotion Honneur

- Relégué

## Ligue de Constantine
- Classement final[2]

| Rang | Équipe            | Pts | J  | G  | N | P  | Bp | Bc | GA    |
| ---- | ----------------- | --- | -- | -- | - | -- | -- | -- | ----- |
| 1    | USFM Sétif        | 49  | 22 | 12 | 3 | 7  | 35 | 23 | 1,522 |
| 2    | RC Philippeville  | 49  | 22 | 10 | 7 | 5  | 45 | 30 | 1,500 |
| 3    | AS Bône           | 47  | 22 | 9  | 7 | 6  | 30 | 27 | 1,111 |
| 4    | JBAC Bône         | 46  | 22 | 10 | 4 | 8  | 44 | 31 | 1,419 |
| 5    | ESFM Guelma       | 46  | 22 | 8  | 8 | 6  | 29 | 25 | 1,160 |
| 6    | USM Bône          | 46  | 22 | 9  | 6 | 7  | 31 | 27 | 1,148 |
| 7    | EJ Philippeville  | 46  | 22 | 9  | 6 | 7  | 28 | 31 | 0,903 |
| 8    | JS Djijel         | 44  | 22 | 9  | 4 | 9  | 37 | 36 | 1,028 |
| 9    | JSM Philippeville | 44  | 22 | 9  | 4 | 9  | 38 | 38 | 1,000 |
| 10   | SS Sétif          | 42  | 22 | 9  | 2 | 11 | 42 | 42 | 1,000 |
| 11   | MO Constantine    | 41  | 22 | 7  | 5 | 10 | 42 | 43 | 0,977 |
| 12   | CS Constantine    | 29  | 22 | 1  | 4 | 17 | 13 | 61 | 0,213 |

- Champion de Promotion Honneur

- Vice-champion de Promotion Honneur

- Relégué

## Ligue de Tunisie
Championnat de Tunisie de football 1950-1951
| Rang | Équipe                | Pts | J  | G  | N | P  | Bp | Bc | Diff |
| ---- | --------------------- | --- | -- | -- | - | -- | -- | -- | ---- |
| 1    | CS Hammam Lif         | 59  | 22 | 17 | 3 | 2  | 77 | 13 | +64  |
| 2    | ES Tunis              | 50  | 22 | 12 | 4 | 6  | 45 | 27 | +18  |
| 3    | CA bizertin           | 50  | 22 | 11 | 6 | 5  | 42 | 31 | +11  |
| 4    | Patrie FC bizertin    | 50  | 22 | 13 | 2 | 7  | 50 | 46 | +4   |
| 5    | Club Tunisien         | 46  | 22 | 9  | 6 | 7  | 43 | 35 | +8   |
| 6    | ES Sahel              | 45  | 22 | 8  | 7 | 7  | 39 | 36 | +3   |
| 7    | Sfax RS               | 43  | 22 | 9  | 3 | 10 | 36 | 42 | -6   |
| 8    | Club africain         | 42  | 22 | 9  | 2 | 11 | 46 | 43 | +3   |
| 9    | Patriote de Sousse    | 39  | 22 | 8  | 1 | 13 | 31 | 43 | -12  |
| 10   | US Ferryvilloise      | 37  | 22 | 6  | 3 | 13 | 32 | 55 | -23  |
| 11   | AS Française          | 36  | 22 | 4  | 6 | 12 | 33 | 49 | -16  |
| 12   | Club Sportif Gabésien | 31  | 22 | 3  | 3 | 16 | 22 | 75 | -53  |

- Champion

- Vice-champion

- Relégué

## Ligue du Maroc
Championnat du Maroc de football 1950-1951
Les équipes ayant participé au championnat de Division d'Honneur sont : 
| Rang | Équipe           | Pts | J  | G  | N | P | Bp | Bc | Diff |
| ---- | ---------------- | --- | -- | -- | - | - | -- | -- | ---- |
| 1    | Wydad AC (T)     | 54  | 22 | 12 | 8 | 2 | 40 | 18 | +22  |
| 2    | US Marocaine     | 52  | 22 |    |   |   |    |    |      |
| 3    | Racing AC        | 47  | 22 |    |   |   |    |    |      |
| 4    | US Safi          | 45  | 22 |    |   |   |    |    |      |
| 5    | MC Oujda         | 44  | 22 |    |   |   |    |    |      |
| 6    | Stade Marocain   | 44  | 22 |    |   |   |    |    |      |
| 7    | SC Mazagan       | 44  | 22 |    |   |   |    |    |      |
| 8    | AS Tanger-Fès    | 42  | 22 |    |   |   |    |    |      |
| 9    | USD Meknès       | 42  | 22 |    |   |   |    |    |      |
| 10   | SA Marrakech     | 42  | 22 |    |   |   |    |    |      |
| 11   | US Athlétique    | 42  | 22 |    |   |   |    |    |      |
| 12   | ASPTT Casablanca | 31  | 22 |    |   |   |    |    |      |

- Champion de Division d'Honneur

- Vice-champion de Division d'Honneur

- Relégué

## Compétition Finale

### Match d’Élimination
Lors du match d'élimination deux des cinq équipes sont tirés au hasard pour s'affronter. Le vainqueur se qualifie immédiatement en demi-finale. Le GC Mascara de la Ligue d'Oran et l'USFM de Sétif de la Ligue de Constantine sont ainsi les deux clubs devant s'affronter. La rencontre a lieu à Oran.
- match d'élimination joués le 3 juin 1951

|   | Date | Club              | Score | Club              | Lieu |
| - | ---- | ----------------- | ----- | ----------------- | ---- |
| 1 |      | GC Mascara (LOFA) | 3 - 0 | USFM Sétif (LCFA) | Oran |

| Titulaires : |  |
| |  |
| 1. Emil Vitalis 2. Ghassoul 3. Khitri Ahmed 4. Belaouni Mokhtar 5. Djaker Benaoumeur 6. Ahmed Kedir «Hopa» 7. Abdelkader Belfrak «Gaucher» 8. El Gotni Mokhtar 9. Djaker Nehari 10. Bach Lakehal 11. Sadek Lagha |  |

| Titulaires : |  |
| |  |
| 1. Fitoussi 2. Djeridi 3. Amara 4. Senonassaoui 5. Djaad 6. Laklif 7. Sellahi 8. Sahraoui 9. Djabi 10. Safsaf 11. Souna |  |
| Entraîneur : |  |
| Habib |  |

| Titulaires : |  |
| |  |
| 1. Emil Vitalis 2. Ghassoul 3. Khitri Ahmed 4. Belaouni Mokhtar 5. Djaker Benaoumeur 6. Ahmed Kedir «Hopa» 7. Abdelkader Belfrak «Gaucher» 8. El Gotni Mokhtar 9. Djaker Nehari 10. Bach Lakehal 11. Sadek Lagha |  |

| Titulaires : |  |
| |  |
| 1. Fitoussi 2. Djeridi 3. Amara 4. Senonassaoui 5. Djaad 6. Laklif 7. Sellahi 8. Sahraoui 9. Djabi 10. Safsaf 11. Souna |  |
| Entraîneur : |  |
| Habib |  |

### Demi-finales
- Résultats des demi-finales du Championnat d'Afrique du Nord 1951:
- matchs des demi-finales joués le 8 juin 1951

|   | Date    | Club                 | Score | Club              | Lieu  |
| - | ------- | -------------------- | ----- | ----------------- | ----- |
| 1 |         | CS Hammam Lif (LTFA) | 2 - 0 | Wydad AC (LMFA)   | Tunis |
| 2 | 10 juin | GS Alger (LAFA)      | 4 - 3 | GC Mascara (LOFA) | Oran  |

| Titulaires : |  |
| |  |
| 1. Abdessalem 2. Hammouda Azzouna 3. Compiano 4. Mustapha Mennaoui 5. Aissa Barka 6. Gaëtano Chiarenza 7. Hammadi Henia 8. Salvo Luccia 9. Fanfan Cassar 10. Ali Ben Jeddou 11. Mejri Henia |  |

| Titulaires : |  |
| |  |
| 1. Si Mohamed 2. Abdennabi 3. Battach 4. Guendaoui 5. Abdesselem Ben Mohammed 6. Haffari 7. Driss Joumad 8. Mohamed Chtouki 9. Hajjami 10. Zaar 11. Mustapha |  |

| Titulaires : |  |
| |  |
| 1. Abdessalem 2. Hammouda Azzouna 3. Compiano 4. Mustapha Mennaoui 5. Aissa Barka 6. Gaëtano Chiarenza 7. Hammadi Henia 8. Salvo Luccia 9. Fanfan Cassar 10. Ali Ben Jeddou 11. Mejri Henia |  |

| Titulaires : |  |
| |  |
| 1. Si Mohamed 2. Abdennabi 3. Battach 4. Guendaoui 5. Abdesselem Ben Mohammed 6. Haffari 7. Driss Joumad 8. Mohamed Chtouki 9. Hajjami 10. Zaar 11. Mustapha |  |

| Titulaires : |  |
| |  |
| 1. Fabiano 2. Roger Fortuné 3. Belmonte 4. Ferrasse 5. Calmus Armand 6. Torrès 7. Calmus Robert 8. Déléo 9. Bagur 10. Biton 11. Gay |  |

| Titulaires : |  |
| |  |
| 1. Emil Vitalis 2. Ghassoul 3. Khitri Ahmed 4. Belaouni Mokhtar 5. Djaker Benaoumeur 6. Ahmed Kedir «Hopa» 7. Abdelkader Belfrak «Gaucher» 8. El Gotni Mokhtar 9. Djaker Nehari 10. Bach Lakehal 11. Sadek Lagha |  |

| Titulaires : |  |
| |  |
| 1. Fabiano 2. Roger Fortuné 3. Belmonte 4. Ferrasse 5. Calmus Armand 6. Torrès 7. Calmus Robert 8. Déléo 9. Bagur 10. Biton 11. Gay |  |

| Titulaires : |  |
| |  |
| 1. Emil Vitalis 2. Ghassoul 3. Khitri Ahmed 4. Belaouni Mokhtar 5. Djaker Benaoumeur 6. Ahmed Kedir «Hopa» 7. Abdelkader Belfrak «Gaucher» 8. El Gotni Mokhtar 9. Djaker Nehari 10. Bach Lakehal 11. Sadek Lagha |  |

### Finale
- Résultats de la finale du Championnat d'Afrique du Nord 1951

La finale joués le 17 juin 1951.
|   | Date    | Club            | Score | Club                 | Lieu  |
| - | ------- | --------------- | ----- | -------------------- | ----- |
| 1 | 17 Juin | GS Alger (LAFA) | 2 – 1 | CS Hammam Lif (LTFA) | Alger |

| Titulaires : |  |
| |  |
| 1. Fabiano 2. Roger Fortuné 3. Ferrasse 4. Belmonte 5. Biton 6. Cerdan 7. Calmus Armand 8. Calmus Robert 9. Deléo 10. Bagur 11. Gay |  |

| Titulaires : |  |
| |  |
| 1. Abdessalem 2. Compiano 3. Mustapha Mennaoui 4. Diego Luccia 5. Aissa Barka 6. Gaëtano Chiarenza 7. Mustapha Bsaïes 8. Salvo Luccia 9. Fanfan Cassar 10. Brahim 11. Mejri Henia |  |

| Titulaires : |  |
| |  |
| 1. Fabiano 2. Roger Fortuné 3. Ferrasse 4. Belmonte 5. Biton 6. Cerdan 7. Calmus Armand 8. Calmus Robert 9. Deléo 10. Bagur 11. Gay |  |

| Titulaires : |  |
| |  |
| 1. Abdessalem 2. Compiano 3. Mustapha Mennaoui 4. Diego Luccia 5. Aissa Barka 6. Gaëtano Chiarenza 7. Mustapha Bsaïes 8. Salvo Luccia 9. Fanfan Cassar 10. Brahim 11. Mejri Henia |  |

|  |  |

| Championnat d'Afrique du Nord Vainqueur 1951 |
| -------------------------------------------- |
| GS Alger Quatrième titre                     |

## Meilleurs buteurs
| Rang | Joueur                       | Club          | Buts |
| ---- | ---------------------------- | ------------- | ---- |
| 1    | El Gotni Mokhtar             | GC Mascara    | 4    |
| 2    | Déléo                        | GS Alger      | 3    |
| -    | Bagur                        | GS Alger      | 3    |
| 4    | Aissa Barka                  | CS Hammam Lif | 2    |
| 5    | Mustapha Bsaïes              | CS Hammam Lif | 1    |
| -    | Abdelkader Belfrak «Gaucher» | GC Mascara    | 1    |
| -    | Djaker Nehari                | GC Mascara    | 1    |